# Sagami-Linie
| Triebzug der Baureihe EC205-500 zwischen Ebina und Atsugi |                   |                           |                         |
| |                   |                           |                         |
| Streckenlänge: | 33,3 km           |                           |                         |
| Spurweite: | 1067 mm (Kapspur) |                           |                         |
| Stromsystem: | 1500 V =          |                           |                         |
| Streckengeschwindigkeit: | 85 km/h           |                           |                         |
| Zweigleisigkeit: | nein              |                           |                         |
| |                   |                           |                         |
| Gesellschaft: | JR East           |                           |                         |
| \| \| 0,0 \| Chigasaki (茅ケ崎) \| 1898– \| \| \| \| ↔ Tōkaidō-Hauptlinie \| 1887– \| \| \| \| Abstellanlage Chigasaki \| \| \| \| 1,3 \| Kita-Chigasaki (北茅ケ崎) \| 1940– \| \| \| \| Enzō (円蔵) \| –1944 \| \| \| \| Shinshōnan-Autobahn \| \| \| \| 3,4 \| Kagawa (香川) \| 1921– \| \| \| \| Oide-gawa \| \| \| \| 5,1 0,0* \| Samukawa (寒川) \| 1921– \| \| \| \| \| \| \| \| 1,5* \| Nishi-Samukawa (西寒川) \| 1923–1984 \| \| \| 2,0* \| Shinomiya \| –1944 \| \| \| \| \| \| \| \| \| Mekujiri-gawa \| \| \| \| 0,9 \| Kawasamukawa \| –1931 \| \| \| 7,2 \| Miyayama (宮山) \| 1931– \| \| \| \| ↔ Tōkaidō-Shinkansen \| 1964– \| \| \| 8,6 \| Kurami (倉見) \| 1926– \| \| \| 10,0 \| Kadosawabashi (門沢橋) \| 1931– \| \| \| 11,6 \| Shake (社家) \| 1926– \| \| \| \| Tōmei-Autobahn \| \| \| \| 12,9 \| Ausweiche Sannōgen \| –1949 \| \| \| 13,9 \| Nakashinden (中新田) \| 1932–1944 \| \| \| \| \| \| \| \| \| → Odakyū Odawara-Linie \| 1926– \| \| \| 14,2 \| Atsugi (厚木) 1926– \| Atsugi (厚木) 1926– \| \| \| 15,9 \| Ebina (海老名) 1941– \| Ebina (海老名) 1941– \| \| \| \| ← Sōtetsu-Hauptlinie \| 1926– \| \| \| \| ←↑ Sōtetsu Atsugi-Linie \| 1941– \| \| \| \| ← Odakyū Odawara-Linie \| 1927– \| \| \| 17,4 \| Kami-Imaizumi (上今泉) \| 1931–1944 \| \| \| 18,9 \| Iriya (入谷) \| 1935– \| \| \| 19,7 \| Honzama (本座間) \| –1944 \| \| \| \| Hato-gawa \| \| \| \| 20,6 \| Sōbudaishita (相武台下) \| 1931– \| \| \| 22,6 \| Kami-Isobu (上磯部) \| –1943 \| \| \| 23,5 \| Shimomizo (下溝) \| 1931– \| \| \| 24,8 \| Harataima (原当麻) \| 1931– \| \| \| 26,9 \| Banda (番田) \| 1931– \| \| \| \| Hato-gawa \| \| \| \| \| Uba-gawa \| \| \| \| 28,4 \| Kamimizo (上溝) \| 1931– \| \| \| 30,2 \| Sakunokuchi (作ノ口) \| 1931–1944 \| \| \| 31,3 \| Minami-Hashimoto (南橋本) \| 1932– \| \| \| \| ←↓ Yokohama-Linie \| 1908– \| \| \| \| ← Keiō Sagamihara-Linie \| 1990– \| \| \| 33,3 \| Hashimoto (橋本) \| 1908– \| |                   |                           |                         |
| Strecke quer · Abzweig quer und von links · Bahnhof quer | 0,0               | Chigasaki (茅ケ崎)        | 1898–                   |
| Strecke |                   | ↔ Tōkaidō-Hauptlinie      | 1887–                   |
| Betriebsstelle Streckenanfang und quer · Abzweig geradeaus und nach rechts |                   | Abstellanlage Chigasaki   | Abstellanlage Chigasaki |
| Bahnhof | 1,3               | Kita-Chigasaki (北茅ケ崎) | 1940–                   |
| ehemaliger Haltepunkt / Haltestelle |                   | Enzō (円蔵)               | –1944                   |
| |                   | Shinshōnan-Autobahn       |                         |
| Haltepunkt / Haltestelle | 3,4               | Kagawa (香川)             | 1921–                   |
| Brücke über Wasserlauf |                   | Oide-gawa                 | Oide-gawa               |
| Bahnhof | 5,1 0,0*          | Samukawa (寒川)           | 1921–                   |
| |                   |                           |                         |
| Strecke · Haltepunkt / Haltestelle (Strecke außer Betrieb) | 1,5*              | Nishi-Samukawa (西寒川)   | 1923–1984               |
| Strecke · Betriebsstelle Streckenende (Strecke außer Betrieb) | 2,0*              | Shinomiya                 | –1944                   |
| |                   |                           |                         |
| Brücke über Wasserlauf · Brücke über Wasserlauf (Strecke außer Betrieb) |                   | Mekujiri-gawa             | Mekujiri-gawa           |
| Strecke · Betriebsstelle Streckenende (Strecke außer Betrieb) | 0,9               | Kawasamukawa              | –1931                   |
| Haltepunkt / Haltestelle | 7,2               | Miyayama (宮山)           | 1931–                   |
| Kreuzung geradeaus unten |                   | ↔ Tōkaidō-Shinkansen      | 1964–                   |
| Bahnhof | 8,6               | Kurami (倉見)             | 1926–                   |
| Haltepunkt / Haltestelle | 10,0              | Kadosawabashi (門沢橋)    | 1931–                   |
| Bahnhof | 11,6              | Shake (社家)              | 1926–                   |
| |                   | Tōmei-Autobahn            |                         |
| ehemalige Blockstelle | 12,9              | Ausweiche Sannōgen        | –1949                   |
| ehemaliger Haltepunkt / Haltestelle | 13,9              | Nakashinden (中新田)      | 1932–1944               |
| |                   |                           |                         |
| Strecke von links · Kreuzung geradeaus unten · Kreuzung geradeaus unten |                   | → Odakyū Odawara-Linie    | 1926–                   |
| Strecke · Dienststation / Betriebs- oder Güterbahnhof | 14,2              | Atsugi (厚木) 1926–       | Atsugi (厚木) 1926–     |
| | 15,9              | Ebina (海老名) 1941–      | Ebina (海老名) 1941–    |
| Strecke · Strecke |                   | ← Sōtetsu-Hauptlinie      | 1926–                   |
| Abzweig quer und nach rechts · Kreuzung geradeaus unten · Strecke nach rechts · Strecke |                   | ←↑ Sōtetsu Atsugi-Linie   | 1941–                   |
| Strecke nach rechts |                   | ← Odakyū Odawara-Linie    | 1927–                   |
| ehemaliger Haltepunkt / Haltestelle | 17,4              | Kami-Imaizumi (上今泉)    | 1931–1944               |
| Haltepunkt / Haltestelle | 18,9              | Iriya (入谷)              | 1935–                   |
| ehemaliger Haltepunkt / Haltestelle | 19,7              | Honzama (本座間)          | –1944                   |
| Brücke über Wasserlauf |                   | Hato-gawa                 | Hato-gawa               |
| Bahnhof | 20,6              | Sōbudaishita (相武台下)   | 1931–                   |
| ehemaliger Haltepunkt / Haltestelle | 22,6              | Kami-Isobu (上磯部)       | –1943                   |
| Haltepunkt / Haltestelle | 23,5              | Shimomizo (下溝)          | 1931–                   |
| Bahnhof | 24,8              | Harataima (原当麻)        | 1931–                   |
| Bahnhof | 26,9              | Banda (番田)              | 1931–                   |
| Brücke über Wasserlauf |                   | Hato-gawa                 | Hato-gawa               |
| Brücke über Wasserlauf |                   | Uba-gawa                  | Uba-gawa                |
| Haltepunkt / Haltestelle | 28,4              | Kamimizo (上溝)           | 1931–                   |
| ehemaliger Haltepunkt / Haltestelle | 30,2              | Sakunokuchi (作ノ口)      | 1931–1944               |
| Bahnhof | 31,3              | Minami-Hashimoto (南橋本) | 1932–                   |
| Abzweig geradeaus und von rechts |                   | ←↓ Yokohama-Linie         | 1908–                   |
| Kreuzung geradeaus unten · Strecke von rechts |                   | ← Keiō Sagamihara-Linie   | 1990–                   |
| | 33,3              | Hashimoto (橋本)          | 1908–                   |

Die Sagami-Linie (jap. 相模線, Sagami-sen) ist eine Eisenbahnstrecke auf der japanischen Insel Honshū, die von der Bahngesellschaft JR East betrieben wird. Sie führt durch das Sagami-Tal in der Präfektur Kanagawa. Dabei verbindet sie die westlich von Yokohama gelegenen Städte Chigasaki und Sagamihara miteinander.

## Strecke
Die in Kapspur (1067 mm) verlegte Sagami-Linie ist 33,3 km lang, eingleisig und mit 1500 V Gleichstrom elektrifiziert. Sie bedient 18 Bahnhöfe, wobei Zugkreuzungen an zehn Zwischenstationen möglich sind; die Höchstgeschwindigkeit beträgt 85 km/h. Südlicher Ausgangspunkt ist der Bahnhof Chigasaki an der Tōkaidō-Hauptlinie. Die Strecke verläuft nordwärts und überquert zunächst den Nebenfluss Oide, ehe sie bei Samukawa das Sagami-Tal erreicht. Dem Ostufer des Flusses folgend, kreuzt sie sich mit der Schnellfahrstrecke Tōkaidō-Shinkansen und der Odakyū Odawara-Linie. Nach Shimonizo entfernt sie sich vom Fluss, überquert das Sagamino-Plateau und endet am Bahnhof Hashimoto im Sakai-Tal.

## Züge
Nahverkehrszüge fahren während der morgendlichen und abendlichen Hauptverkehrszeit alle 15 Minuten, tagsüber alle 20 Minuten, spätabends im Halbstundentakt. Während der Hauptverkehrszeit fahren einzelne Züge von Hashimoto aus weiter auf der Yokohama-Linie nach Hachiōji und zurück. Auf der südlichen Hälfte der Strecke, zwischen Chigasaki und Atsugi, führt JR Freight sporadisch Güterverkehr durch.
Die seit der Elektrifizierung 1991 hier verkehrenden Züge der Baureihe 205 wurden 2021 vollständig durch zwölf Vierwagenzüge der Baureihe E131 ausgetauscht. Diese Züge stellen alle Umläufe.

## Geschichte
Im Dezember 1917 gründeten lokale Unternehmer die Bahngesellschaft Sagami Tetsudō mit dem Ziel, den Abbau von Kies am Sagami-Fluss zu fördern. Der Kiestagebau bei Kawasamukawa begann 1919, wobei das dort abgebaute Material zunächst mit einer temporären Pferdebahn nach Chigasaki befördert wurde, um dort auf Güterzüge der Tōkaidō-Hauptlinie verladen zu werden. Nach knapp zweijähriger Bauzeit folgte am 28. September 1921 die Eröffnung der Strecke von Chigasaki über Samukawa nach Kawasamukawa. Am 10. Mai 1922 nahm die Sagami Tetsudō eine Zweigstrecke von Samukawa zu einem weiteren Tagebau bei Shinomiya in Betrieb. Nach dem Großen Kantō-Erdbeben am 1. September 1923 war der Zugverkehr rund einen Monat lang unterbrochen.
Die Sagami Tetsudō verlängerte die Strecke in mehreren Etappen: am 1. April 1926 von Samukawa nach Kurami, am 15. Juli 1926 von Kurami nach Atsugi und am 29. April 1931 von Atsugi nach Hashimoto. Andererseits legte sie am 1. November 1931 die Zweigstrecke von Samukawa nach Kawasamukawa still. Im November 1935 kam auf der Sagami-Linie der erste dieselelektrische Triebwagen Japans zum Einsatz, am 15. Januar 1936 verkehrten einzelne Züge erstmals auf der Yokohama-Linie weiter nach Hachiōji. Während des Pazifikkriegs führte die Sagami Tetsudō im Auftrag der Kaiserlich Japanischen Marine Gütertransporte auf der Zweigstrecke nach Shinomiya durch, wo eine Lebensmittelfabrik stand. Um den kriegswichtigen Güterverkehr zu rationalisieren, verstaatlichte das Eisenbahnministerium die Sagami-Linie. Es entschädigte das Unternehmen mit 3,9 Millionen Yen und führte ab 1. Juni 1944 den Betrieb selbst durch. Gleichzeitig kürzte es die Shinomiya-Zweigstrecke um einen halben Kilometer, sodass sie nur noch bis Nishi-Samukawa reichte.
Die ab 1949 zuständige Japanische Staatsbahn stellte am 1. Oktober 1954 den Personenverkehr auf der Zweigstrecke nach Nishi-Samukawa ein, nahm diesen aber am 15. November 1960 wieder auf. Nachdem der Abbau von Kies am Sagami 1964 verboten worden war, nahm das Güterverkehrsaufkommen markant ab. Die letzten von Dampflokomotiven gezogenen Personenzüge verkehrten im Sommer 1965, der Güterverkehr wurde am 25. März 1965 ebenfalls vollständig auf Dieselbetrieb umgestellt. Da die Sagami-Linie durch damals vergleichsweise dünn besiedeltes Gebiet führte und große Verluste erwirtschaftete, war sie zu Beginn der 1970er Jahre von der Stilllegung bedroht. Diese konnte jedoch abgewendet werden, da sich die westlichen Vorstädte Yokohamas in das Sagami-Tal auszudehnen begannen und somit eine größere Nachfrage entstand.
Aus Rationalisierungsgründen legte die Staatsbahn am 31. März 1984 die Zweigstrecke von Samukawa nach Nishi-Samukawa sowohl für Güter- als auch Personenverkehr still. Im Rahmen der Staatsbahnprivatisierung ging die Sagami-Linie am 1. April 1987 in den Besitz der neuen Gesellschaft JR East über, während JR Freight nun für den Güterverkehr zuständig war. Am 16. März 1991 wurde die gesamt Strecke elektrifiziert. Aufgrund eines großflächigen Stromausfalls nach dem Tōhoku-Erdbeben 2011 ruhte der Betrieb zwei Wochen lang, da die Sagami-Linie im Gegensatz zu anderen Strecken damals kein eigenes Umspannwerk hatte und auf die Stromzufuhr von Tepco angewiesen war.

## Liste der Bahnhöfe
| Name                      | km   | Anschlusslinien                          | Lage   | Ort        |
| ------------------------- | ---- | ---------------------------------------- | ------ | ---------- |
| Chigasaki (茅ケ崎)        | 00,0 | Tōkaidō-Hauptlinie Shōnan-Shinjuku-Linie | Koord. | Chigasaki  |
| Kita-Chigasaki (北茅ケ崎) | 01,3 |                                          | Koord. | Chigasaki  |
| Kagawa (香川)             | 03,4 |                                          | Koord. | Chigasaki  |
| Samukawa (寒川)           | 05,1 |                                          | Koord. | Samukawa   |
| Miyayama (宮山)           | 07,2 |                                          | Koord. | Samukawa   |
| Kurami (倉見)             | 08,6 |                                          | Koord. | Samukawa   |
| Kadosawabashi (門沢橋)    | 10,0 |                                          | Koord. | Ebina      |
| Shake (社家)              | 11,6 |                                          | Koord. | Ebina      |
| Atsugi (厚木)             | 14,2 | Odakyū Odawara-Linie                     | Koord. | Ebina      |
| Ebina (海老名)            | 15,9 | Odakyū Odawara-Linie Sōtetsu-Hauptlinie  | Koord. | Ebina      |
| Iriya (入谷)              | 18,9 |                                          | Koord. | Zama       |
| Sōbudaishita (相武台下)   | 20,6 |                                          | Koord. | Sagamihara |
| Shimomizo (下溝)          | 23,5 |                                          | Koord. | Sagamihara |
| Harataima (原当麻)        | 24,8 |                                          | Koord. | Sagamihara |
| Banda (番田)              | 26,9 |                                          | Koord. | Sagamihara |
| Kamimizo (上溝)           | 28,4 |                                          | Koord. | Sagamihara |
| Minami-Hashimoto (南橋本) | 31,3 |                                          | Koord. | Sagamihara |
| Hashimoto (橋本)          | 33,3 | Yokohama-Linie Keiō Sagamihara-Linie     | Koord. | Sagamihara |